# Inváziós fajok Új-Zélandon
Az új-zélandi inváziós fajok az új-zélandi élővilág azon fajai, amelyeket szándékosan vagy véletlenül az emberek hoztak be és ellenségek híján széles körben elterjedtek az endemikus fajok rovására. Nem számítanak közéjük azok az importált növény- és állatfajok, amelyeket a mezőgazdaságban termesztenek, tenyésztenek, és ezért úgymond ellenőrzés alatt vannak, nem vadulnak el, bár végső soron nyilvánvalóan ezek a fajok is hatással vannak a szigetország élővilágára.

## Állatvilág
Már az 1953-as első átfogó természetvédelmi törvény foglalkozott a helyi élővilág védelme mellett a behurcolt ártalmas állatfajok problémájával is, és meghatározta azokat a fajokat, amik nem részesülnek védelemben és szabadon irthatók. A biobiztonsággal foglalkozó kormányzati szervek azóta is rendszeresen dolgoznak a behurcolt állatfajok elleni küzdelem ügyén. 2016-ban a kormány Predator Free 2050 néven ambiciózus programot terjesztett elő azzal a céllal, hogy 2050-re az ország területét megszabadítsa a legkárosabb ragadozóktól (főleg a patkányok, hermelinek, és a közönséges rókakuzu), amik különösen fenyegetik az őshonos, röpképtelen madarakat. A behurcolt állatfajok más része, különösen a vadászatra behozott nagy testű állatok csekélyebb veszélyt jelentenek, állományuk könnyen kontrollálható. Egyes importált állatok, mint a házi ló elvadult állományai utóbb védelemben is részesültek különleges genetikai értékük miatt.
Az inváziós állatfajok közül néhány fontosabb az alábbi listában található:
| - Vándorpatkány (Rattus norvegicus) - Házi patkány (Rattus rattus) - Kiore (a már a maorik által behurcolt polinéziai patkányféle) - Macska - Zerge - Közönséges rókakuzu (Trichosurus vulpecula) - Mezei nyúl - Európai sün - Üregi nyúl (Oryctolagus cuniculus) - Dámszarvasok - Vadászgörény (Mustela putorius furo) - Házi kecske - Sörényes tahr - Kaimanawa ló(Equus ferus caballus) - Házi egér (Mus musculus) - Házi sertés elszabadult állományai - Hermelin (Mustela erminea) - Wallaby - Gímszarvas - Szikaszarvas - Sörényes szarvas - Számbárszarvas - Fehérfarkú szarvas - Vapiti - Menyét - Vakondgyíkfélék | - Feketehátú fuvolázómadár - Kanadai lúd - Pásztormejnó - Tőkés réce - Vetési varjú - Zöldike - Zsezse - Citromsármány - Sövénysármány - Tengelic - Seregély - Erdei szürkebegy - Szivárványos lóripapagáj - Koi ponty - Szúnyogirtó fogasponty - Vörösszárnyú keszeg - Harcsa - Sebes pisztráng - Polistes chinensis (ázsiai darázsféle) - Polistes humilis (ausztráliai darázs) - Kecskedarázs - Német darázs - Didemnum vexillum (tengeri zsákállatféle) - Ázsiai méhatka |

## Növényvilág
2001-ben National Pest Plant Accord néven országos érvényű listát fogadtak el mintegy 120 kártékony inváziós növényfajról, amelyeket tilos árusítani, szaporítani vagy más módon terjeszteni. A listát rendszeresen karbantartják, azon szerepelnek a regionális és országos veszélyt jelentő növények is. A Természetvédelmi Hivatal emellett ugyancsak számon tart 328 szövetes növényt, amelyek környezetvédelmi szempontból gyomnövénynek számítanak.
A leismertebb inváziós növényfajok illetve nemzetségek közül néhányat az alábbi lista tartalmaz: 
| - Akácia fajok, leginkább Ausztráliából származnak - Medveköröm - Agapanthus - Nyílfű - Olasznád - Ártéri japánkeserűfű - Banana passionfruit - Blackberry - Boneseed (Chrysanthemoides monilifera) - Ördögcérna (növénynemzetség) (Lycium ferossimum) - Seprűzanót - Rhamnus alaternus - Mezei aszat - Drosera capensis - Moraea - Ricinus - Schinus terebinthifolius - Asparagus scandens - Darwin-borbolya | - Didymosphenia geminata (különösen veszélyes édesvízi algaféle) - Mezei zsurló - Vízi harmatkása - Európai sünzanót - Csarab - Japán lonc - Sokvirágú jázmin - Hedychium gardnerianum - Sétányrózsa - Csavarttűjű fenyő - Japánnaspolya - Csillagfürt - Anredera cordifolia - Erigeron karvinskianus - Ageratina adenophora - Dipogon lignosus - Ageratina riparia - Szulákfélék (Convolvulus) - Araujia sericifera - Erdei iszalag | - Egeria (növény) - Lagarosiphon major - Ezüstös pampafű - Fagyal (Ligustrum) - Ligustrum lucidum - Ligustrum sinense - Réti füzény - Cestrum nocturnum - Aggófű - Pontusi havasszépe - Osmunda regalis - Hamvas fűz - Salix × fragilis - Onopordum acanthium - Asparagus asparagoides - Hegyi juhar - Tradescantia fluminensis - Hydrocotyle umbellata - Solanum mauritianum - Sárga nőszirom |

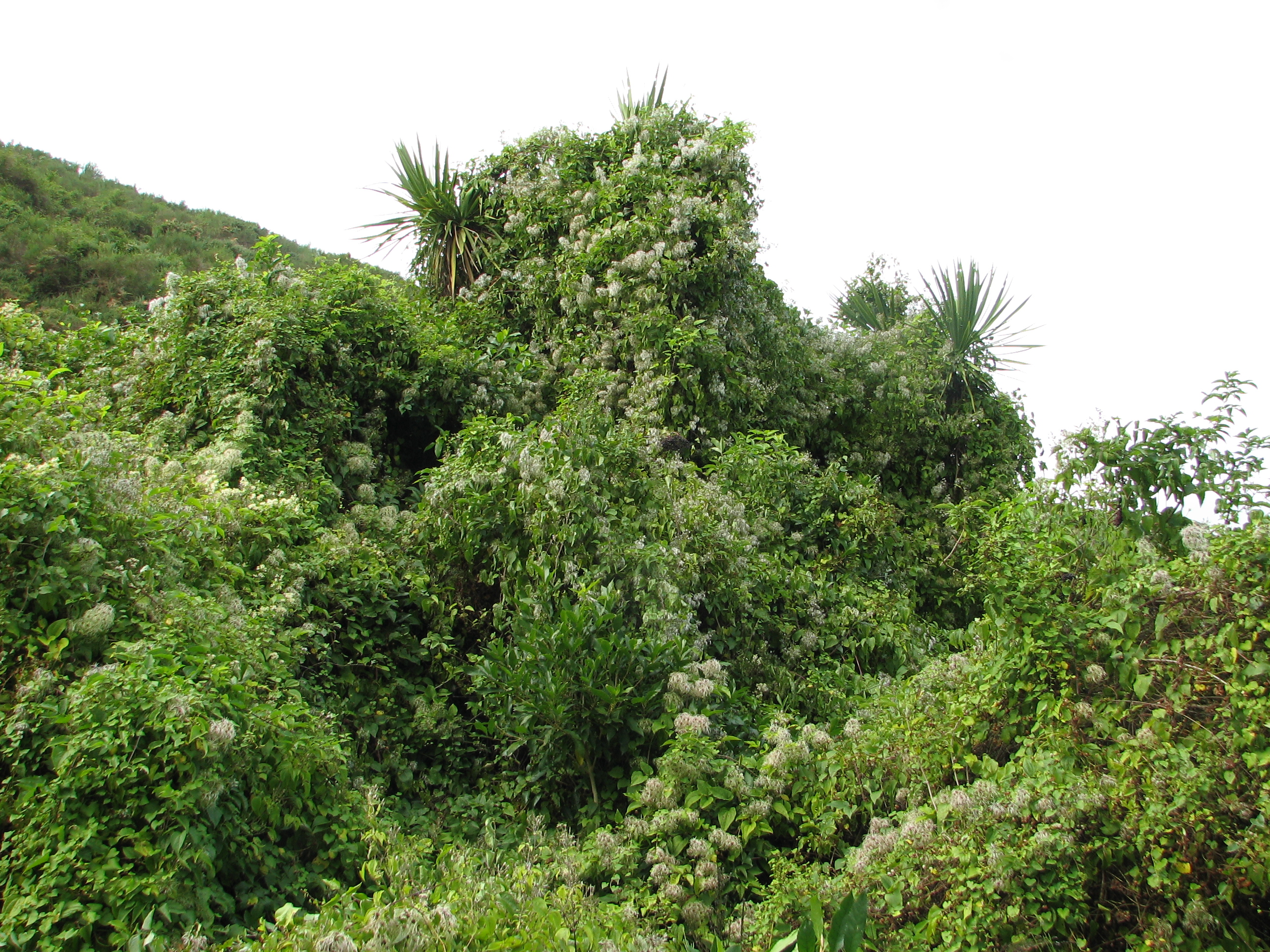
Közép-európai eredetű erdei iszalag fojtogat egy endemikus „káposztafát” (Cabbage tree, Cordyline australis)
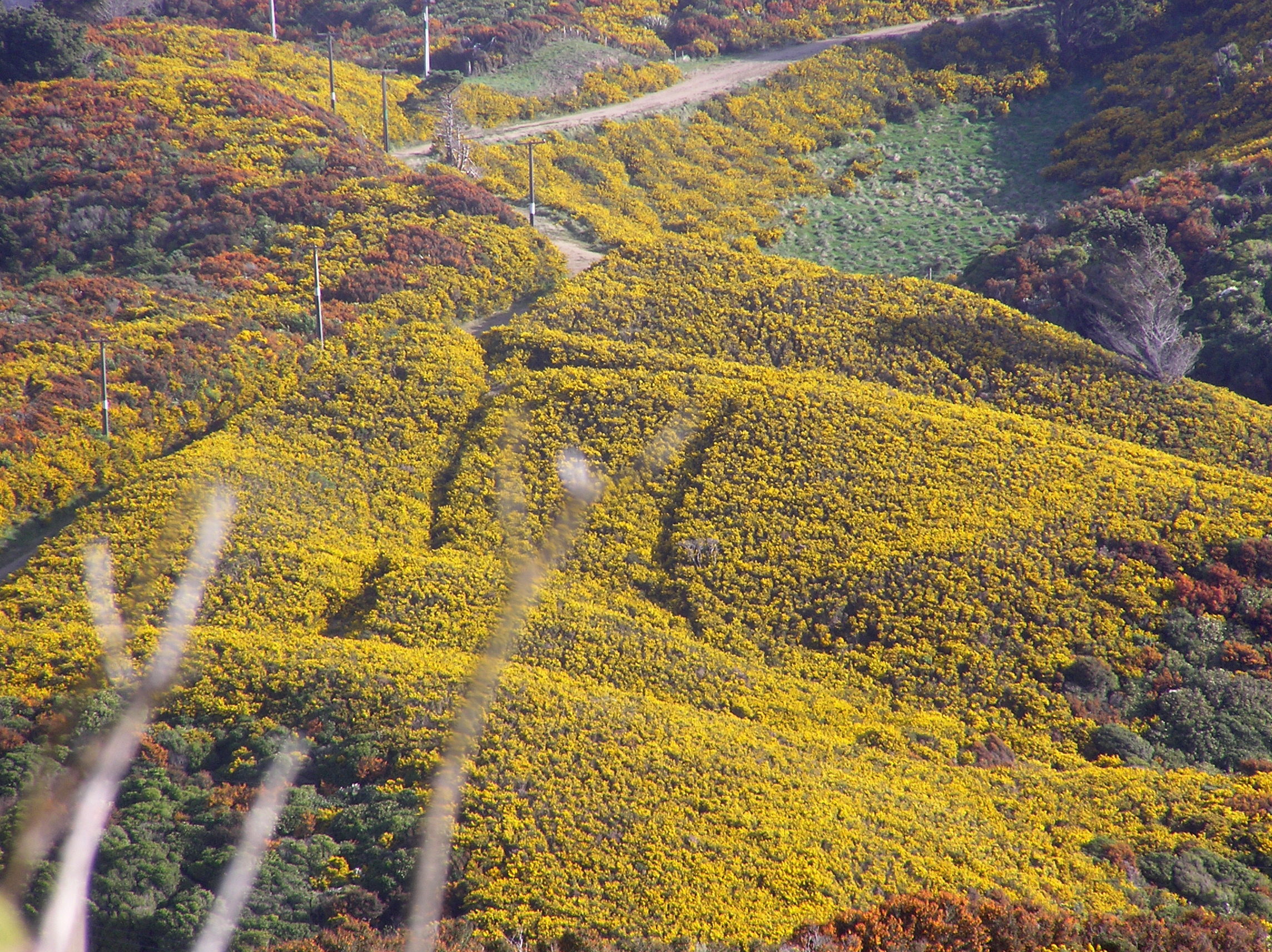
Az őserdőtől mezőgazdasági célból megtisztított területet elborította az invazív európai sünzanót
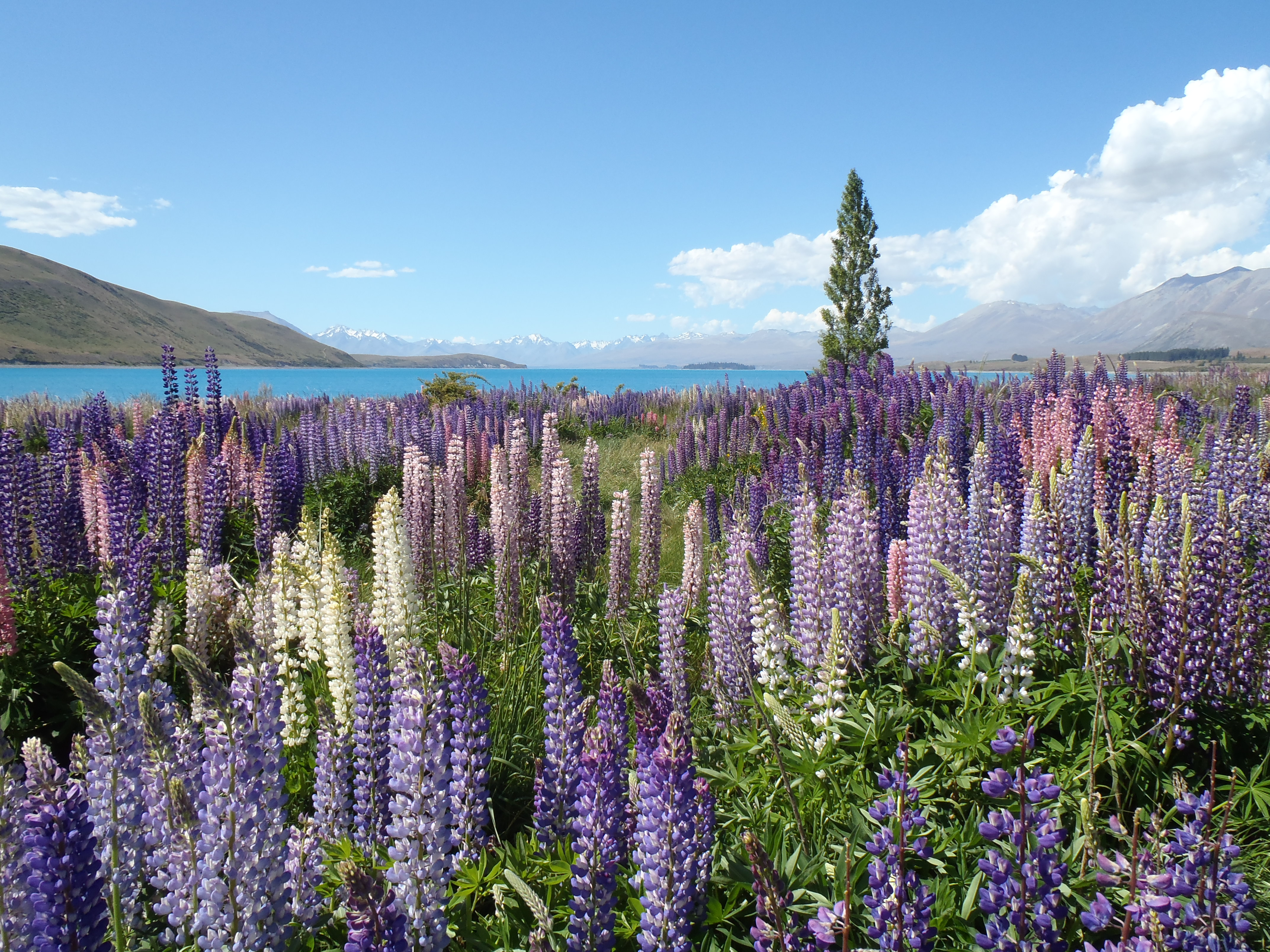
Az invazív erdei csillagfürt Új-Zélandon
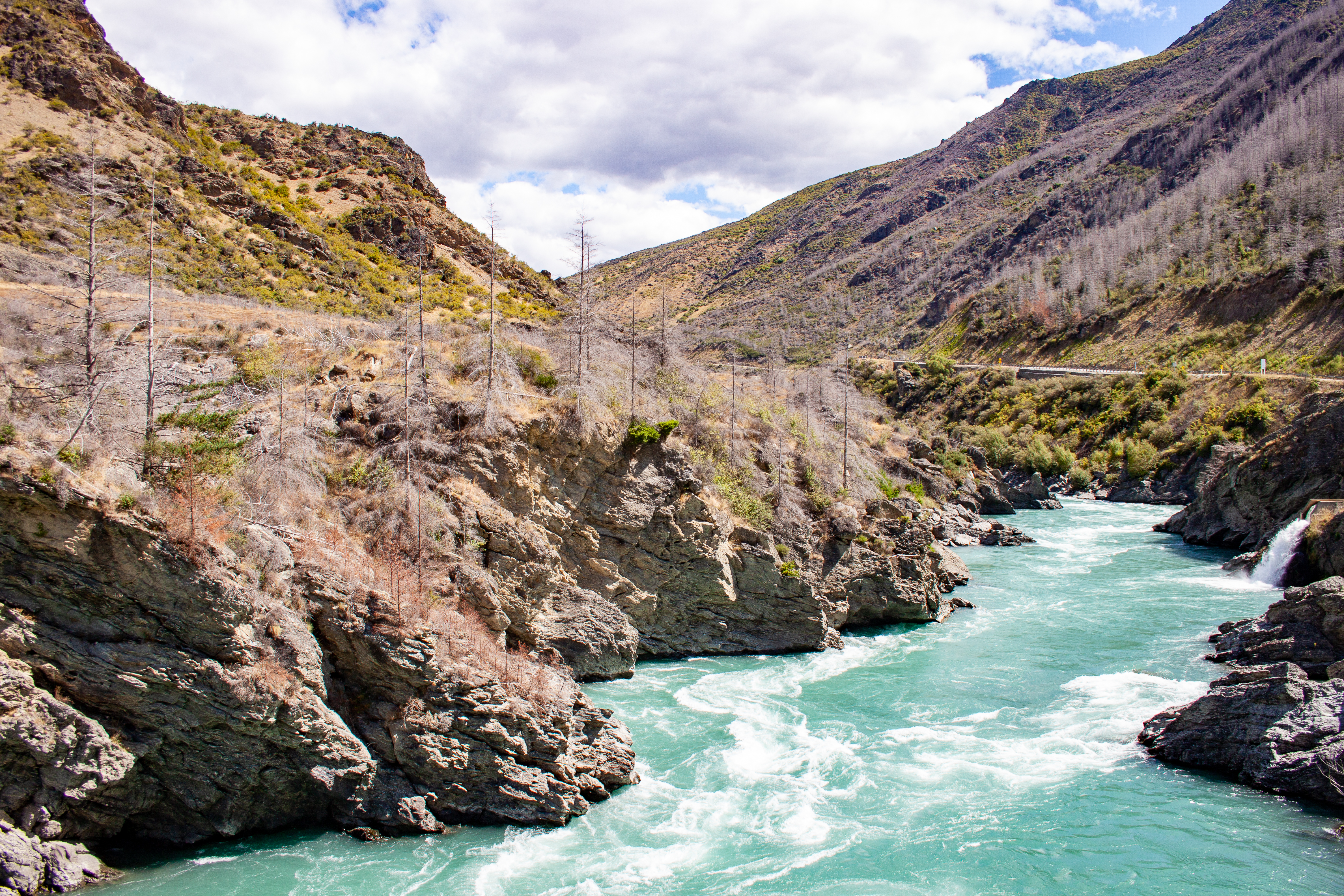
Az inváziós fafajok irtása a Kawarau szurdokban (méreggel permetezés)

## Fordítás
- Ez a szócikk részben vagy egészben  az   Invasive species in New Zealand című angol Wikipédia-szócikk ezen változatának fordításán alapul.  Az eredeti cikk szerkesztőit annak laptörténete sorolja fel. Ez a jelzés csupán a megfogalmazás eredetét és a szerzői jogokat jelzi, nem szolgál a cikkben szereplő információk forrásmegjelöléseként.